# La Trêve (film, 2009)
Pour les articles homonymes, voir La Trêve.
La Trêve (Waffenstillstand) est un film allemand, réalisé par Lancelot von Naso, diffusé le 7 juillet 2011 sur Arte.

## Fiche technique
- Titre allemand : Waffenstillstand
- Réalisateur : Lancelot von Naso
- Scénario : Lancelot von Naso, Collin McMahon et Kai-Uwe Hasenheit
- Photographie : Félix Cramer
- Montage : Lancelot von Naso, Kilian von Keyserlingk et Vincent Assmann
- Musique : Oliver Thiede et Jonas Bühler
- Décors : Annette Lofy
- Costumes : Tina Sorge
- Durée : 96 minutes

## Distribution
- Matthias Habich : Alain Laroche
- Thekla Reuten : Kim
- Hannes Jaenicke : Ralf
- Maximilian von Pufendorf : Oliver
- Meryam Raoui : Fatima
- Husam Chadat : Husam
- Larbi Sassi : Abu Ali
- Harvey Friedman : Colonel Gibson
- Peter Gantzler : Eric